# Appomatox (statue)
Appomatox est une statue de bronze représentant un soldat confédéré créée par Caspar Buberl en 1889. Montée sur un socle dans le centre-ville d'Alexandria, en Virginie, l'année de sa création, elle est classée Virginia Historical Landmark depuis le 16 mars 2017 et même inscrite au Registre national des lieux historiques depuis le 12 juin 2017. Le 2 juin 2020, elle est cependant retirée de la place publique par son propriétaire, l'United Daughters of the Confederacy, dans le cadre des manifestations et émeutes consécutives à la mort de George Floyd.